# Segon Gran Despertar

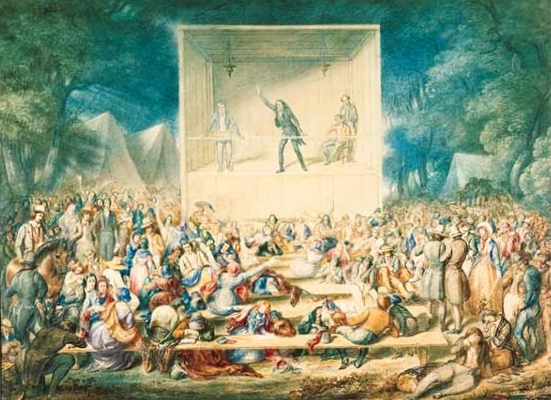
Acte metodista el 1839

El Segon Gran Despertar va ser un moviment religiós transconfessional que, a cavall dels segles XVIII i xix, va impregnar la societat dels Estats Units. La seva principal conseqüència fou una espiritualitat més forta i imbricada en la vida diària dels seus adeptes.